# Акула гоблин
Акулите гоблини (Mitsukurina owstoni) са вид хрущялни риби, единственият съвременен представител на семейство Mitsukurinidae.
Те са рядък и слабо изучен дълбоководен вид акули с характерна външност - дълга и тъпа муцуна, силно изнасящи се челюсти с дълги и остри зъби и розова окраска - на която дължат името си (от митичните същества гоблини). Възрастните обикновено са с дължина от 3 до 4 метра, но могат да станат и значително по-едри. Акулите гоблини обитават горните части на континенталните склонове, подводни каньони и подводни планини по целия свят, като се срещат на дълбочина над 100 m и възрастните обикновено достигат по-дълбоко от младите.
Различни анатомични особености на акулата гоблин, като отпуснатото тяло и малките перки, подсказват, че тя е бавноподвижна. Ловува костни риби, главоноги и ракообразни както по морското дъно, така и в средната част на водния стълб. Удължената муцуна е покрита с ампули на Лоренцини, които ѝ позволяват да улавя слабите електрически полета на близкоразположена плячка, която след това улавя с бързо изнасяне на челюстите.